# Attentat de l'hôtel Canal à Bagdad
Un kamikaze a fait exploser une voiture dans l'après-midi du 19 août 2003, visant le siège des Nations unies, l'hôtel Canal dans le quartier du Kanal à l'est de Bagdad.  
Au moins 22 personnes ont été tuées et 100 autres blessées, dont des Irakiens et des étrangers. L'attentat est revendiqué par une organisation extrémiste affiliée à Al-Qaïda. Le bâtiment de l'hôtel est utilisé comme siège des Nations unies en Irak depuis 1991.  
L'explosion a tué un représentant de Kofi Annan en Irak, Sergio de Mello, auquel succède Ashraf Qazi en août 2004. L'explosion a été suivie d'un autre attentat le 22 septembre 2003 ciblant le même bâtiment. 

## Liste des victimes

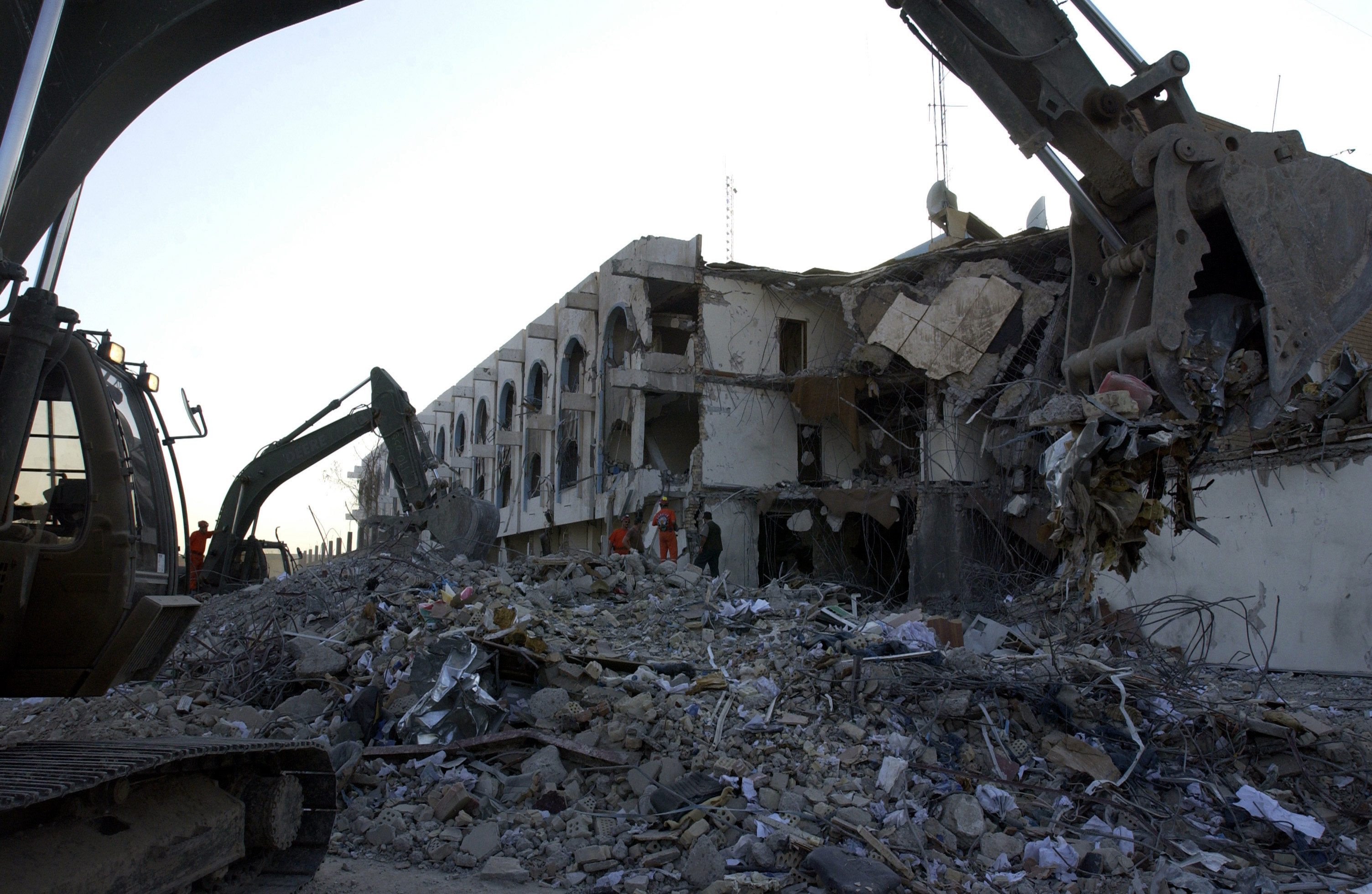
Bulldozer nettoyant les décombres du bâtiment des Nations Unies à Bagdad.

L'ONU indique cette liste de victimes :
1. :Sérgio Vieira de Mello, 55 ans, ressortissant brésilien, haut-commissaire des Nations unies aux droits de l'homme et chef de la Mission des Nations unies en Irak
2. Saad Hermes, père de 45 ans, Irakien, employé des Nations unies.
3. Reham Al-Farra, 29 ans, est un ressortissant jordanien travaillant pour le coordinateur humanitaire des Nations unies (UNOHCI).
4. Raed Shaker Mustafa Al-Mahdawi, 32 ans, est un employé irakien de la COCOVINU.
5. Imad Ahmed Salman Al-Jubouri, 45 ans, est un électricien de la COCOVINU.
6. Omar Qahtan Muhammad Al-Orfali, 34 ans, chauffeur
7. Lynn Asaad est juge des médias pour l'agence des Nations unies UNOHCI.
8. Ranilo Buenaventaro, 47 ans, est un employé philippin de l'UNOHCI.
9. Gillian Clarke, 47 ans, est une travailleuse canadienne de Christian Children's Relief.
10. Arthur Hilton 54 ans, Américain, directeur des études sur la paix et les conflits aux États-Unis au Council on Foreign Relations .
11. Richard Huber 40 ans, Américain, membre du personnel des Nations unies, politique.
12. Reza Hosseini 43 ans, iranienne, employée à l'UNOHCI.
13. Ihsan Taha Hussein 26 ans, Irakien, conducteur d'une voiture à l'UNOHCI.
14. Jean-Sélim Kanaan 33 ans, Égypto-italien, Français, est membre de l'équipe de Sérgio Vieira de Mello .
15. Chris Klein-Beckman 32 ans, Canadien, membre du Programme des Nations unies pour l'aide aux enfants.
16. Manuel Martin-Ora 56 ans, espagnol, lieutenant de vaisseau et assistant spécial de l'envoyé espagnol en Irak.
17. Saher Khader Salim, Irakien, civil.
18. Ali Mohammed Hindi, Irakien, civil.
19. Alia Souza, 54 ans, Irakienne, employée de la Banque mondiale .
20. Martha Tayaz, 47 ans, Américaine, directrice à l'UNOHCI.
21. Basem Mahmoud Atoui, 40 ans, responsable de la sécurité, UNOHCI.
22. Fiona Watson, 35 ans, Britannique, membre de l'équipe de Sérgio Vieira de Mello .
23. Nadia Younes, 57 ans, Égyptienne, est responsable de l'équipe spéciale de de Mello.

## Les suspects
Al-Qaïda en Irak revendique la responsabilité de l'attentat à la bombe, sur la base de plusieurs de ses déclarations en plus d'un enregistrement audio d'Al-Zarqaoui. Cependant, d'autres petits groupes terroristes, tels que Jaish-e-Mohammed ou les groupes d'Ansar al-Islam revendiquent également l'attentat.

## Mémoire
L'ONU rend hommage aux victimes et à leurs familles.
Cependant, des familles reprochent également à l'institution un certain silence,.